# Georg Lindinger
Georg Lindinger (* 2. April 1816 in Weilbach; † 27. November 1880 in Ried im Innkreis) war ein österreichischer Landwirt, Brauereibesitzer und Reichstagsabgeordneter.

## Leben
Georg Lindinger wurde am 2. April 1816 als Sohn des Landwirts Florian Lindinger († 1848) in der Gemeinde Weilbach (im heutigen Bezirk Ried im Innkreis) in eine große Bauernfamilie geboren. Er trat in die Fußstapfen seines Vaters und war um das Jahr 1836 Landwirt am Großreinthalergut in Zahra bei Taiskirchen im Innkreis. Am 22. Juli 1836 heiratete er in Taiskirchen Rosalia Feichtner mit der er drei Söhne, von denen alle jung starben, und zwei Töchter, von denen eine jung starb, hatte. Vom 10. Juli 1848 bis zu dessen Auflösung am 7. März 1849 gehörte er dem Reichstag als Abgeordneter an. Der als Ökonom gelistete Lindinger kam dabei aus dem Wahlbezirk Ried im Innkreis. Danach war er von 1850 bis 1858 Bürgermeister von Taiskirchen, ehe er nach 1858 Brauereibesitzer in Lichtenegg bei Wels wurde und danach eine Brauerei in Ried im Innkreis besaß.
Am 27. November 1880 starb Lindinger im Alter von 64 Jahren in Ried. Lindinger war anfangs römisch-katholischen Glaubens und zum Zeitpunkt seines Ablebens wohl Altkatholik. Nach seinem Tod wurde am Kreisgericht Ried im Innkreis über seine Verlassenschaft der Konkurs eröffnet. Das Verfahren dauerte knapp drei Jahre lang und wurde erst im November 1883 abgeschlossen.